# تيري كولر
تيري كولر (بالإنجليزية: Terry Kohler) هو ضابط وشخصية أعمال أمريكي، ولد في 14 مايو 1934 في شيبويغن في الولايات المتحدة، وتوفي بنفس المكان في 20 سبتمبر 2016.